# Саритобе (Панфіловський район)
Саритобе́ (каз. Сарытөбе) — село у складі Панфіловського району Жетисуської області Казахстану. Входить до складу Конироленського сільського округу.
Населення — 591 особа (2021; 757 у 2009, 741 у 1999, 378 у 1989).